# Nyakim Gatwech
Nyakim Gatwech (Gambela, 27 de janeiro de 1993) é uma modelo etíope naturalizada americana descendente do Sudão do Sul. Ela chamou a atenção por sua cor de pele muito escura e alcançou uma popularidade significativa no Instagram.

## Biografia
Os pais de Nyakim Gatwech viviam em Maiwut, Sudão do Sul, antes de fugirem da Segunda Guerra Civil Sudanesa para Gambela, Etiópia, onde Nyakim nasceu. De lá, eles migraram para o Quênia, onde viveram em campos de refugiados, até que finalmente migraram para os Estados Unidos, quando ela tinha 14 anos. Estabelecendo-se originalmente em Buffalo  estado de Nova York, Nyakim mais tarde mudou-se para Minneapolis, Minnesota. Ela afirmou que, embora nunca tenha estado no Sudão do Sul, ela se considera sul-sudanesa. Ela considerou uma carreira de modelo depois de participar de um desfile de moda na St. Cloud State University. Ela apareceu em pôsteres promocionais do filme de 2017 Jigsaw.

## Mídia
Gatwech é conhecida por sua pele extremamente escura, que lhe rendeu o apelido de "Rainha da escuridão". Gatwech tem enfrentado problemas de autoestima e comentários de pessoas que promovem o clareamento para clarear a pele color, mas aprendeu a abraçar sua beleza e pigmentação com amor e apoio de seus fãs. Ela tem mais de 900 mil seguidores no Instagram.